# Gamtel Football Club
O Gamtel Football Club é um clube de futebol com sede em Banjul, Gâmbia. A equipe compete no Campeonato Gambiano de Futebol.

## História
O clube foi fundado pela Gamtel empresa telefônica do país.

## Títulos
| NACIONAIS | NACIONAIS           | NACIONAIS | NACIONAIS               |
|           | Competição          | Títulos   | Temporadas              |
| --------- | ------------------- | --------- | ----------------------- |
| Gâmbia    | Campeonato Gambiano | 02        | 2015, 2018.             |
| Gâmbia    | Copa da Gâmbia      | 04        | 2010, 2011, 2012, 2013. |